# JL-2
JL-2 (巨浪-2; Jù Làng Èr) eller CSS-NX-14 är en kinesisk ubåtsburen kärnvapenbestyckad ballistisk robot (SLBM)
Jl-2 är en sjöbaserad variant av DF-31 och bedöms vara bestyckad med tre till åtta MIRV (vardera 20/90/150 kTon) eller en enkelladdning på 250 till 1 000 kTon. Räckvidden estimeras till 8 till 9 000 kilometer
Den första sjö-baserade testen av LJ-2 gjordes i januari 2001 från en Golf-klass-ubåt. projektet försenades efter ett misslyckat test under sommaren 2004. I början av 2009 provsköts JL-2 för första gången från en Jin-klass-ubåt.  JL-2 togs i bruk 2015 och Kinas fyra första Jin-klass-ubåtar är vardera bestyckade med 12 JL-2.